# Бодунков, Иван Иванович
Иван Иванович Бодунков — советский хозяйственный, государственный и политический деятель.

## Биография
Родился в 1905 году в деревне Трубичево. Член КПСС.
До 1938 — партийный организатор в Эвенкийском национальном округе и Дальневосточном крае, инструктор Дальневосточного крайкома КПСС.
Репрессирован, освобожден за недоказанностью обвинения.
В 1945 — заведующий военным отделом Фрунзенского районного комитета КПСС города Москвы.
В 1947 — заместитель заведующего Московским городским отделом социального обеспечения.
В 1953—1956 — заместитель председателя исполнительного комитета Дзержинского Совета депутатов трудящихся города Москвы.
В 1956—1960 — председатель исполнительного комитета Дзержинского Совета депутатов трудящихся города Москвы.
В 1960—1970 — председатель исполнительного комитета Бауманского Совета депутатов трудящихся города Москвы.
Делегат XXII съезда КПСС.
Жил в Москве по адресу: Звёздный бульвар, дом 5. Умер после 1983 года в Москве.

## Награды
- Орден Ленина[3]
- Орден Трудового Красного Знамени (08.09.1947, 01.02.1957, 1966)
- Орден Знак Почёта (1945)